# Ardisson Ferreira
Augusto Ardisson Ferreira (Lisboa, 1873 – 1932) foi um médico e cirurgião que se dedicou também à escrita, sendo ainda uma artista plástico curioso.

## Biografia
Foi um divulgardor da cultura física, tendo traduzido as obras de J. P. Müller para português. Mais tarde, causou polémica ao criticar Müller, que considerou um plagiador. Escreveu diversos livros de grande sucesso e colaborou em revistas como O Vegetariano e Vida e Saúde, e participou em vários congressos em Portugal e no estrangeiro. Encontra-se colaboração da sua autoria na revista Tiro e Sport  (1904-1913).

## Obras
- A mulher medica de sua casa, de Ana Fischer-Duckelman; trad. e adequado por Ardisson Ferreira (Lisboa, 1908)
- A vida ao ar livre, de J. P. Müller; Trad. Ardisson Ferreira (Lisboa, 1911)
- O Homem é Frugívoro, Sociedade Vegetariana - Editora, Porto, 1912
- O meu sistema, de J. P. Muller; trad. de Ardisson Ferreira (3.ª edição 1908; 9.ª edição 1923)
- Contra o alcoolismo : historias verdadeiras e conselhos uteis a toda a gente, Galtier-Boissière; versao livre da 20.ª edição pelo médico naturalista Dr. Ardisson Ferreira (Sociedade Vegetariana Editora, 1912)
- Doenças secretas (Lisboa, 1920)
- O homem: representação gráfica da sua estructura em cinco crómos, trad. Ardisson Ferreira (Lisboa, [1930])